# 大道寺直繁
大道寺 直繁（だいどうじ なおしげ、生没年不詳）は、安土桃山時代から江戸時代初期にかけての武将。後北条氏家臣・大道寺政繁の長男。
父に倣って、主君の北条氏直より偏諱を賜い直繁と名乗る（｢繁｣の字は父から1字を与えられたものである）。また、通称として大道寺氏代々の通称である「孫九郎」を名乗っている。
天正18年（1590年）、豊臣秀吉による小田原征伐で北条方が敗れ、戦国大名としての北条家は滅亡。秀吉の命により父・政繁は自害したが、氏直や政繁の子供たちは助命され、長男の直繁は氏直と共に配流先の高野山へ同行する。翌天正19年（1591年）1月から氏直は赦免活動を開始し、早くも2月にはこれが認められて間もなく解放されたものの、11月に氏直が急死。その所領は小田原征伐を生き延びた北条一門・北条氏規が引き継いだが、直繁は氏規には仕えず徳川氏に奔り、家康の跡を継いで江戸幕府第2代将軍となった徳川秀忠に召し出され仕えた。
子の繁久（しげひさ）は越後高田藩主の松平忠輝（秀忠の異母弟）に仕えたが、将軍・秀忠によって忠輝が改易となり浪人。その繁久の子が甲州流軍学者の大道寺友山こと、大道寺重祐（しげすけ）である。